# Paolo Bertolucci
Paolo Bertolucci (* 3. August 1951 in Forte dei Marmi) ist ein ehemaliger italienischer Tennisspieler.

## Karriere
Mit Italien konnte er 1976 den Davis Cup gewinnen. Sein größter Einzelerfolg war der Gewinn der internationalen Deutschen Meisterschaften 1977 in Hamburg, als er Manuel Orantes in vier Sätzen besiegen konnte. Von 1997 bis 2001 war er Kapitän der italienischen Daviscupmannschaft.
Seit dem Ende seiner aktiven Karriere arbeitet er als Sportkommentator beim italienischen Fernsehsender Sky TV.

## Erfolge
| Legende                       |
| Grand Slam                    |
| Tennis Masters Cup            |
| ATP Masters Series            |
| ATP International Series Gold |
| ATP International Series (18) |

| ATP-Titel nach Belag |
| Hartplatz (1)        |
| Sand (15)            |
| Rasen                |
| Teppich (2)          |

### Einzel

#### Turniersiege
| Nr. | Datum          | Turnier     | Belag | Finalgegner    | Ergebnis                 |
| --- | -------------- | ----------- | ----- | -------------- | ------------------------ |
| 1.  | 11. Mai 1975   | Florenz (1) | Sand  | Georges Goven  | 6:3, 6:2                 |
| 2.  | 4. April 1976  | Barcelona   | Sand  | Jun Kuki       | 6:1, 3:6, 6:1, 7:6       |
| 3.  | 9. Mai 1976    | Florenz (2) | Sand  | Patrick Proisy | 6:7, 2:6, 6:3, 6:2, 10:8 |
| 4.  | 24. April 1977 | Florenz (3) | Sand  | John Feaver    | 6:4, 6:1, 7:5            |
| 5.  | 15. Mai 1977   | Hamburg     | Sand  | Manuel Orantes | 6:3, 4:6, 6:2, 6:3       |
| 6.  | 19. Juni 1977  | Berlin      | Sand  | Jiří Hřebec    | 6:4, 5:7, 4:6, 6:2, 6:4  |

#### Finalteilnahmen
| Nr. | Datum              | Turnier         | Belag       | Finalgegner        | Ergebnis      |
| --- | ------------------ | --------------- | ----------- | ------------------ | ------------- |
| 1.  | 11. Mai 1974       | Florenz         | Sand        | Adriano Panatta    | 3:6, 1:6      |
| 2.  | 26. Mai 1974       | Bournemouth (1) | Sand        | Ilie Năstase       | 1:6, 3:6, 2:6 |
| 3.  | 24. September 1978 | Bournemouth (2) | Sand        | José Higueras      | 2:6, 1:6, 3:6 |
| 4.  | 9. März 1980       | Kairo           | Sand        | Corrado Barazzutti | 4:6, 0:6      |
| 5.  | 23. November 1980  | Bologna         | Teppich (i) | Tomáš Šmíd         | 5:7, 2:6      |

### Doppel

#### Turniersiege
| Nr. | Datum             | Turnier      | Belag         | Doppelpartner    | Finalgegner                          | Ergebnis      |
| 1.  | 6. Mai 1973       | Florenz (1)  | Sand          | Adriano Panatta  | Juan Gisbert Ilie Năstase            | 6:3, 6:4      |
| 2.  | 12. Mai 1974      | Florenz (2)  | Sand          | Adriano Panatta  | Robert Machan Balázs Taróczy         | 6:3, 3:6, 6:4 |
| 3.  | 14. Juli 1974     | Båstad       | Sand          | Adriano Panatta  | Ove Bengtson Björn Borg              | 6:3, 3:6, 6:4 |
| 4.  | 12. Februar 1975  | Bologna      | Teppich (i)   | Adriano Panatta  | Arthur Ashe Tom Okker                | 6:3, 3:6, 6:3 |
| 5.  | 8. März 1975      | London       | Teppich (i)   | Adriano Panatta  | Jürgen Faßbender Hans-Jürgen Pohmann | 6:3, 6:4      |
| 6.  | 13. Juli 1975     | Kitzbühel    | Sand          | Adriano Panatta  | Patrice Dominguez François Jauffret  | 6:2, 6:2, 7:6 |
| 7.  | 16. November 1975 | Buenos Aires | Sand          | Paolo Bertolucci | Jürgen Faßbender Hans-Jürgen Pohmann | 7:6, 6:7, 6:4 |
| 8.  | 20. Mai 1979      | Florenz (3)  | Sand          | Adriano Panatta  | Ivan Lendl Pavel Složil              | 6:4, 6:3      |
| 9.  | 14. Oktober 1979  | Barcelona    | Sand          | Adriano Panatta  | Carlos Kirmayr Cássio Motta          | 6:4, 6:3      |
| 10. | 31. März 1980     | Monte Carlo  | Sand          | Adriano Panatta  | Vitas Gerulaitis John McEnroe        | 6:2, 5:7, 6:3 |
| 11. | 27. Oktober 1980  | Paris        | Hartplatz (i) | Adriano Panatta  | Brian Gottfried Raymond Moore        | 6:4, 6:4      |
| 12. | 10. Mai 1982      | Florenz (4)  | Sand          | Adriano Panatta  | Sammy Giammalva Tony Giammalva       | 7:6, 6:1      |

#### Finalteilnahmen
| Nr. | Datum            | Turnier     | Belag       | Doppelpartner      | Finalgegner                          | Ergebnis        |
| --- | ---------------- | ----------- | ----------- | ------------------ | ------------------------------------ | --------------- |
| 1.  | 26. Mai 1974     | Bournemouth | Sand        | Corrado Barazzutti | Juan Gisbert Ilie Năstase            | 4:6, 2:6, 0:6   |
| 2.  | 2. Februar 1975  | Richmond    | Teppich (i) | Adriano Panatta    | Hans Kary Fred McNair                | 6:76, 7:5, 6:76 |
| 3.  | 23. Februar 1975 | Barcelona   | Teppich (i) | Adriano Panatta    | Arthur Ashe Tom Okker                | 5:7, 1:6        |
| 4.  | 11. Juli 1976    | Gstaad      | Sand        | Adriano Panatta    | Jürgen Faßbender Hans-Jürgen Pohmann | 5:7, 3:6, 3:6   |
| 5.  | 12. Mai 1980     | Florenz (1) | Sand        | Adriano Panatta    | Gene Mayer Raúl Ramírez              | 1:6, 4:6        |
| 6.  | 15. März 1981    | Kairo       | Sand        | Gianni Ocleppo     | Ismail El Shafei Balázs Taróczy      | 7:6, 3:6, 1:6   |
| 7.  | 11. Mai 1981     | Florenz (2) | Sand        | Adriano Panatta    | Raúl Ramírez Pavel Složil            | 3:6, 6:3, 3:6   |